# Бабчук Світлана Олександрівна
Світла́на Олекса́ндрівна Бабчу́к (нар. 26 вересня 1969, с. Бережки Дубровицького району Рівненської області, Україна) — українська співачка. Заслужена артистка України (2002). Дружина Мирослава Бабчука.

## Життєпис

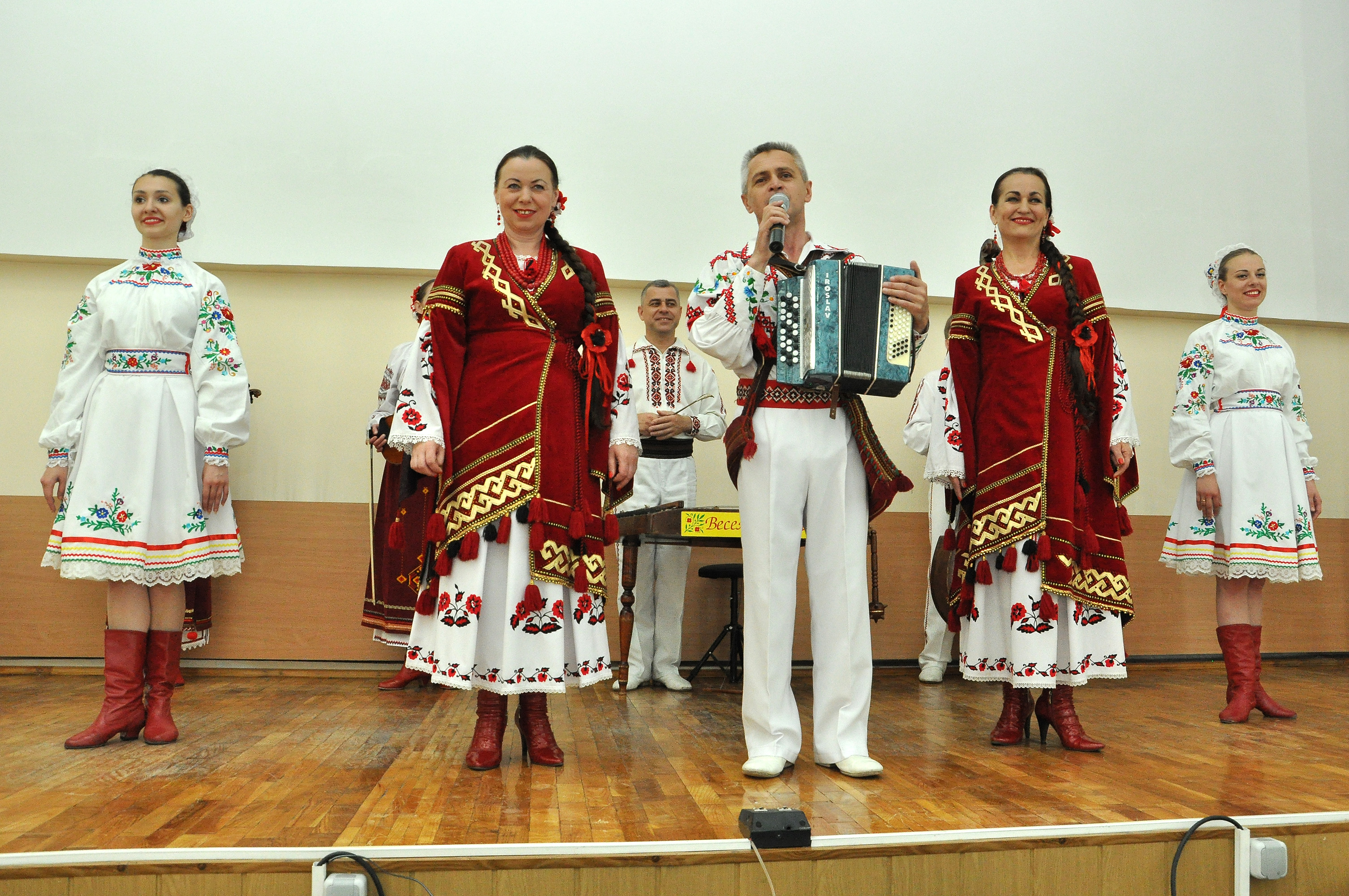
«Веселі галичани» під час виступу в «Тернопільській університетській лікарні» у День медичного працівника (17.06.2016)

Закінчила Дубнівське культурно-освітнє училище (1987). Від 1990 — солістка ансамблю народної музики «Візерунок» (фольк-гурт «Веселі галичани») Тернопільської обласної філармонії.
Учасниця міжнародних конкурсів та фестивалів у Канаді, США, Франції, Німеччині, Великої Британії, Польщі та інших країнах.

## Нагороди
- 1-а премія Всеукраїнського конкурсу артистичної естради (Ужгород, 1990).